# Количественные методы исследований

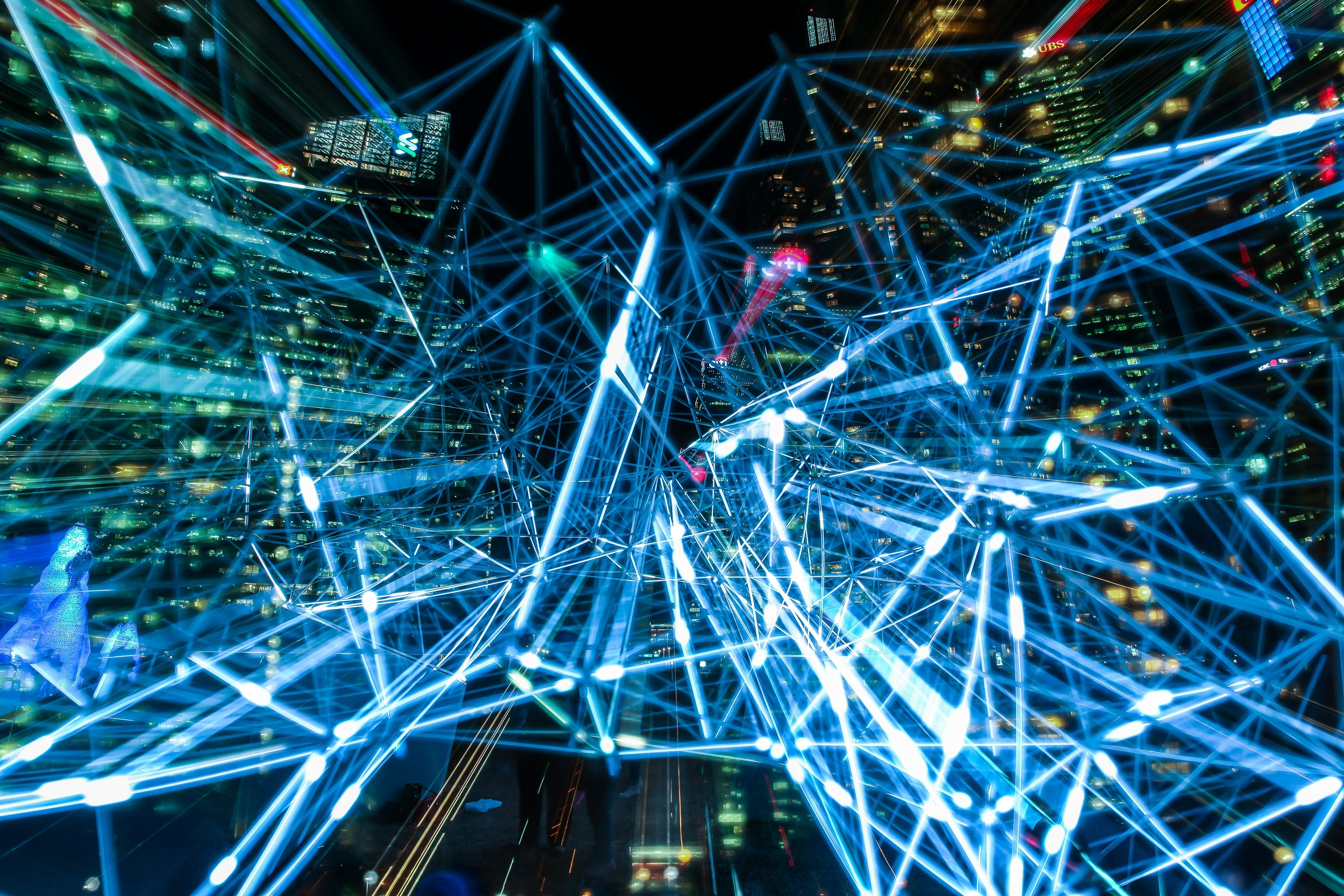
Визуальное представление сети больших данных.

Количественные методы исследований — методы исследований, фокусирующиеся на сборе и анализе количественных данных. Количественные методы применяются как в рамках индуктивного подхода для выявления причинно-следственных связей и статистических закономерностей, так и в рамках дедуктивного подхода для проверки теорий, сформированных на базе эмпирических исследований и позитивистских принципов. В социальных науках различают количественные и качественные методы исследований.
Этот метод исследований связан с естественными и социальными науками, что способствует объективному эмпирическому исследованию наблюдаемых явлений с целью проверки и понимания взаимосвязей. Это делается с помощью ряда количественных методов и приемов, отражающих его широкое использование в качестве исследовательской стратегии в различных академических дисциплинах.
Целью количественных исследований является разработка и применение математических моделей, теорий и создание гипотез, относящихся к явлениям. Процесс измерения занимает центральное место в количественном исследовании, поскольку он обеспечивает фундаментальную связь между эмпирическим наблюдением и математическим выражением.
Количественные данные — это любые данные в числовой форме, такие как статистика, проценты и т. д. Исследователь анализирует эти данные с помощью статистики и надеется, что числа дадут непредвзятый результат, который можно обобщить на некоторую большую совокупность. С другой стороны, качественные исследования глубоко рассматривают конкретный опыт с намерением описать и исследовать смысл явления с помощью текста или визуальных данных, разрабатывая направление дальнейшей работы для участников эксперимента.
Количественные исследования широко используются в психологии, экономике, демографии, социологии, маркетинге, здравоохранении, гендерных исследованиях и политологии; реже в антропологии и истории. Исследования в математических науках, таких как физика, являются количественными по определению.
Качественное исследование дает информацию только по частным исследованным случаям, а любые более общие выводы являются лишь гипотезами. Количественные методы могут быть использованы для проверки того, какие из таких гипотез верны. Всесторонний анализ 1274 статей, опубликованных в двух ведущих американских социологических журналах в период с 1935 по 2005 год, показал, что примерно две трети этих статей использовали количественный метод.

## Обзор
Количественные исследования, как правило, тесно связаны с идеями научного метода, которые могут включать:
- создание моделей, теорий и гипотез;
- разработку инструментов и методов измерения;
- экспериментальный контроль и манипулирование переменными;
- сбор эмпирических данных;
- моделирование и анализ данных.

Количественные исследования часто противопоставляются качественным исследованиям, которые в большей степени сосредоточены на обнаружении глубинного смысла и паттерна отношений, включая классификацию типов явлений и сущностей, без использования математических моделей.
Методы количественной психологии были впервые смоделированы на основе количественных подходов в физических науках Густавом Фехнером в его работе по психофизике, которая опиралась на работу Эрнста Генриха Вебера. Хотя обычно проводится различие между качественными и количественными аспектами научного исследования, иногда они применяются совместно. Качественные исследования часто используются для получения общего представления о явлениях и формирования теорий, которые могут быть проверены с помощью дальнейших количественных исследований. Например, в социальных науках качественные методы исследования часто используются для лучшего понимания таких вещей, как интенциональность (из речевого ответа исследователя) и смысл (почему конкретный человек/группа людей что-то сказали и что это значило для них?).
Хотя количественное исследование мира существует с тех пор, как люди впервые начали записывать события или объекты, которые могли быть подсчитаны, современная идея количественных процессов уходит своими корнями в позитивистские рамки Огюста Конта. Позитивизм подчеркивал использование научного метода через наблюдение для эмпирической проверки гипотез, объясняющих и предсказывающих, что, где, почему, как и когда произошло. Позитивистские ученые, такие как Конт, полагали, что только научные методы, а не духовные объяснения человеческого поведения могут способствовать прогрессу.
Количественные методы также имеют ограничения. Они не дают обоснования ответов участников исследования, часто не охватывают не представленные в выборке группы населения и могут потребовать длительное время для сбора данных.

## Использование статистических данных
Статистика является наиболее широко используемой областью математики в количественных исследованиях за пределами физических наук, а также находит применение в физических науках, таких как статистическая механика. Статистические методы широко используются в экономике, социальных науках и биологии. Количественные исследования с использованием статистических методов начинаются со сбора данных, основанных на гипотезе или теории. Обычно собирается большая выборка данных и проводится её валидация, а затем анализ. Для этой цели обычно используются программные пакеты, такие как SPSS и R. Причинно-следственные связи изучаются путем манипулирования факторами, которые влияют на интересующие явления, одновременно контролируя другие переменные, имеющие отношение к результатам эксперимента.
Например, в области здравоохранения исследователи могут измерять и изучать взаимосвязь между потреблением пищи и измеримыми физиологическими эффектами, такими как потеря веса, контролируя другие ключевые переменные, такие как физические упражнения. Количественные опросы общественного мнения широко используются в средствах массовой информации, и при их проведении обычно регистрируются такие статистические данные, как доля респондентов, выступающих за ту или иную позицию. Респондентам задают набор структурированных вопросов, и их ответы сводятся в таблицу. В области климатологии исследователи собирают и сравнивают статистические данные, такие как температура или концентрация углекислого газа в атмосфере.
Эмпирические связи и ассоциации также часто изучаются с помощью некоторой общей линейной, нелинейной модели или с помощью факторного анализа. Фундаментальный принцип количественных исследований состоит в том, что корреляция не подразумевает причинность, но некоторые исследователи, такие как Клайв Грейнджер, предполагают, что ряд корреляций может подразумевать определённую степень причинности («причинность по Грэнджеру»). Этот принцип вытекает из возможности существования ложной зависимости для переменных, между которыми в некоторой степени обнаружена ковариация. С помощью методов статистики можно исследовать связи между любой комбинацией вещественных и категориальных переменных.

## Измерение
В классической физике теория и определения, лежащие в основе измерений, обычно носят детерминистский характер. Вероятностные модели измерения, такие как модель Раша и современная теория тестирования, обычно используются в социальных науках. Психометрия — область исследований, связанная с теорией и техникой измерения социальных и психологических признаков и явлений. Эта область занимает центральное место во многих количественных исследованиях, проводимых в рамках социальных наук.
Количественные исследования могут включать в себя использование дублёров для других величин, которые не могут быть непосредственно измерены. Например, ширина годичного кольца у растений считается надёжным показателем внешних условий окружающей среды, таких как теплота вегетационного периода или количество осадков. Хотя учёные не могут напрямую измерить температуру прошлых лет, ширина древесного кольца и другие климатические признаки используются для получения информации о средней температуре в Северном полушарии до 1000 года н. э.. При таком использовании запись-дублёр (ширина кольца дерева) восстанавливает только определённую величину дисперсии исходной записи. Дублёр может быть откалиброван за период инструментальной записи, чтобы определить, сколько вариаций фиксируется, в том числе выявляется ли краткосрочная и долгосрочная вариация. В случае ширины древесного кольца различные виды в разных местах могут проявлять большую или меньшую чувствительность осадкам или температуре.

## Связь с качественными методами
В большинстве физических и биологических наук использование количественных или качественных методов не вызывает сомнений, и каждый из них используется, когда это уместно. В социальных науках, особенно в социологии, социальной антропологии и психологии, использование того или иного типа метода может быть предметом споров, причем отдельные школы мысли в каждой дисциплине отдают предпочтение одному типу метода и пренебрегают другим. Однако на протяжении всей истории социальных наук преобладающей тенденцией является использование эклектических подходов путём сочетания обоих методов. Качественные методы могут быть использованы для понимания смысла выводов, сделанных количественными методами. Используя количественные методы, можно дать точное выражение качественным идеям. Такое сочетание количественного и качественного сбора данных часто называют смешанным методом исследования.

## Примеры
- Исследование процентных долей элементов, составляющих атмосферу Земли.
- Опрос, который показал, что среднее время ожидания пациента в приёмной определённого врача составляет два часа.
- Эксперимент, в котором каждый участник случайным образом распределялся по группам; группе X давали две таблетки аспирина в день, а группе Y— две таблетки плацебо. Числовые факторы, такие как две таблетки, процент элементов и время ожидания, делают измерения и результаты количественными.
- В финансах количественные исследования фондовых рынков используются для разработки моделей оценки сложных сделок и разработки алгоритмов использования инвестиционных гипотез, как это видно в количественных хедж-фондах и индексах торговых стратегий[англ.][12].